# Gerard Hiwat

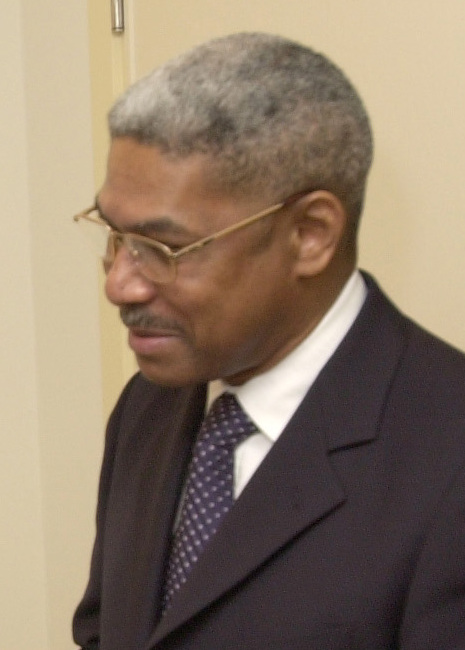
Hiwat in 2002

Gerhard Otmar (Gerard) Hiwat (Paramaribo, 3 augustus 1950) is een Surinaams politicus en diplomaat.
Hij studeerde wiskunde aan de Rijksuniversiteit Utrecht waarna hij in 1973 terugkeerde naar Suriname om daar les te gaan geven. In 1980 ging hij werken bij de Algemene Middelbare School (AMS) waar hij hoofd van die school werd. In 1991 werd Hiwat beleidsadviseur op het ministerie van Onderwijs en Volksontwikkeling. In september 1992 volgde hij bij dat ministerie minister Cor Pigot op die voortijdig opstapte toen hij beschuldigd werd van fraude. Na de verkiezingen van 1996 kwam zijn partij, de Nationale Partij Suriname (NPS), niet terug in de regering waarmee een einde kwam aan zijn politieke carrière.
Na de verkiezingen van 2000 kwam de NPS opnieuw aan de macht waarna Hiwat in 2001 de nieuwe ambassadeur in Brussel werd.